# Бобрівник Вадим Володимирович
Вадим Володимирович Бобрівник (нар. 25 червня 1989 р. м. Полонне, Хмельницька обл. - загинув 9 травня 2022 р. в районі населених пунктів Північна Салтівка і Цупівка, Харківська обл.) - солдат, учасник російсько-української війни.

## Життєпис
Народився 25 червня 1989 р.в м. Полонне, Хмельницької області. 
Навчався в Національному аерокосмічному університеті ім. М.Є.Жуковського «Харківський авіаційний інститут».
Служив з 2020 року в 11-му зенітному ракетному полку Повітряних сил ЗСУ водієм-заправником взводу матеріального забезпечення.
Під час мінометного  обстрілу ворожої диверсійної групи отримав смертельні поранення.
Похований  в м. Полонне, Хмельницької області.

## Нагороди
- медаль «Захиснику Вітчизни» (посмертно) за особисту мужність і самовіддані дії, виявлені у захисті державного суверенітету та територіальної цілісності України, вірність військовій присязі[3]

## Увіковічнення пам'яті
На фасаді Полонської гімназії № 6 відкрито меморіальну дошку
На фасаді будинку, в якому живуть батьки загиблого Вадима Бобрівника створено меморіальний мурал.